# Шмонин, Сергей Анатольевич
Серге́й Анато́льевич Шмо́нин (24 ноября 1968 — 23 ноября 2020) — российский футболист, выступал на позиции полузащитника.

## Карьера
Воспитанник Виталия Чуваева из самарской школы «Локомотив». Первым тренером был Владимир Кулаков. В 1996 году принял участие в Высшей лиге чемпионата России, сыграв за самарские «Крылья Советов» 5 матчей.
По окончании сезона Шмонин завершил игровую карьеру, известно что в январе 1997 года он принял участие в турнире по мини-футболу среди работников самарских банков.
В 2005—2008 годах был президентом футбольного клуба «Юнит». В первый год своего существования «Юнит» заявлял Шмонина на позицию полузащитника. В 2014 стал чемпионом России среди ветеранов в составе «Крыльев Советов».